# Université de Reading

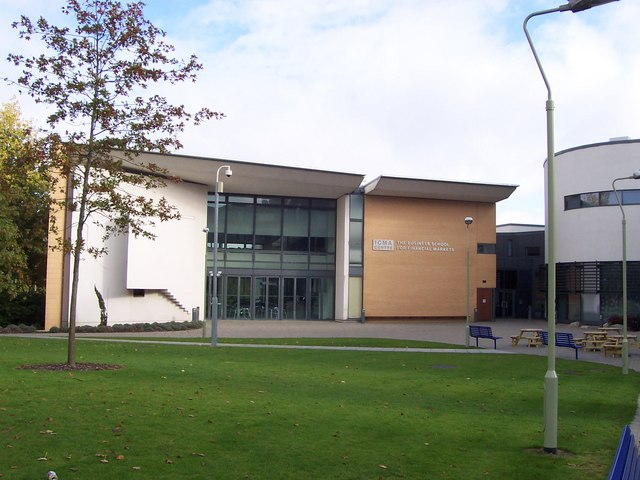
L'ICMA Centre en 2010.

 (novembre 2016).
Si vous disposez d'ouvrages ou d'articles de référence ou si vous connaissez des sites web de qualité traitant du thème abordé ici, merci de compléter l'article en donnant les références utiles à sa vérifiabilité et en les liant à la section « Notes et références ».
L'université de Reading (en anglais : University of Reading) est une université publique située dans la ville de Reading, dans le Berkshire en Angleterre. Elle est fondée en 1892 sous le nom de collège universitaire de Reading (en anglais : University College, Reading) en tant qu'extension de l'université d'Oxford. Elle reçoit l'autorisation de distribuer ses propres diplômes en 1926 grâce à une charte royale accordée par le roi George V. Il s'agit de la seule université à recevoir cette accréditation dans l'entre-deux-guerres. Elle fait également partie des red brick universities.
L'université de Reading dispose de quatre campus principaux. Au Royaume-Uni, les campus de London Road et de Whiteknights sont situés dans la ville de Reading, et celui de Greenlands est situé sur les rives de la Tamise dans le Buckinghamshire. Le dernier se trouve à Iskandar Puteri, en Malaisie. L'université est divisée en 16 écoles académiques depuis 2016.

## Histoire

### Collège universitaire de Reading
L'université doit ses origines aux écoles d'Art et de Science établies à Reading en 1860 et 1870. En 1892, le collège de Reading est fondé en tant qu'extension du collège de Christ Church, qui dépend de l'université d'Oxford. Son premier président est le géographe Halford John Mackinder. Les écoles d'Art et de Science sont transférées dans le nouveau collège par le conseil municipal de Reading la même année,,.
Le collège universitaire reçoit sa première subvention en 1901. Trois ans plus tard, la famille Palmer – propriétaire de la biscuiterie Huntley & Palmers (en) – lui offre un emplacement qui correspond à celui qu'occupe actuellement le campus de London Road. La même famille finance l'ouverture du Wantage Hall en 1908 et de l'Institut de recherche en industrie laitière en 1912.

### Université de Reading
Le collège universitaire candidate pour l'obtention d'une charte royale en 1920, sans succès. Une seconde demande déposée en 1925 est acceptée, et la charte est officialisée le 17 mars 1926. Grâce à cette charte, le collège universitaire de Reading devient l'université de Reading.
En 1947, l'université achète le parc de Whiteknights, qui devient son campus principal. En 1984, l'université initie une fusion avec le Bulmershe College, qui est effective en 1989.
En octobre 2006, le conseil d'administration de l'université propose la fermeture de son département de physique. La raison invoquée est le manque de budget. L'absence de proposition de remplacement provoque de très vives controverses, jusqu'à ce que des parlementaires en discutent lors d'une session au sujet des problèmes au sein de l'enseignement supérieur national. Le 10 octobre, le conseil d'administration met fin aux débats en finalisant la fermeture du département de physique pour l'année universitaire 2010, le temps que les étudiants déjà inscrits puissent obtenir leur diplôme. D'autres départements ont également fermé dans les dernières années, dont ceux de musique, de sociologie, de géologie et d'ingénierie mécanique. L'université décide également en mars 2009 de fermer l'école de santé et de protection sociale, dont les promotions étaient constamment surchargées,.
En janvier 2008, l'université annonce sa fusion avec le Henley Management College afin de créer la Henley Business School, mettant en commun l'expertise du Henley College en expertise en Master of Business Administration et celles de l'école de commerce et de l'ICMA Centre de l'université. La fusion est effective le 1er août 2008, et ses nouveaux cours sont répartis entre le campus Whiteknights et le campus Greenlands nouvellement construit à la place du Henley Management College,.
Une restructuration de l'université est annoncée en septembre 2009, qui permettrait de réunir toutes les écoles académiques au sein de trois facultés, dont la Faculté des sciences, la Faculté des sciences humaines, des arts et des sciences sociales et la Henley Business School. Cette modification provoque aussi la baisse du nombre de postes à pourvoir, surtout dans le département du cinéma, du théâtre et de la télévision, qui a depuis déménagé dans un bâtiment construit sur mesure pour lui dans le campus Whiteknights pour 11,5 millions de livres.
Autour de la même période, une large rénovation du campus de London Road est annoncée pour un montant de 30 millions de livres, afin qu'il puisse accueillir le nouvel Institut d'éducation de l'université. L'institut ouvre ses portes en janvier 2012. Ces travaux ont été partiellement financés par la vente du terrain de Mansfield Hall, une ancienne résidence universitaire démolie puis reconstruite pour les mêmes besoins.
L'université est le principal sponsor de l'UTC Reading, un nouveau collège universitaire technique ouvert en septembre 2013,.
En 2016, une nouvelle annonce de restructuration de l'université a provoqué la colère des étudiants. Le 21 mars 2016, l'administration annonce la mise en place d'un vote de défiance à l'égard du vice-chancelier David Bell. 88 % des votants ont soutenu la motion de défiance.
En 2019, The Guardian dévoile que l'université se trouve dans une « crise budgétaire et administrative » après avoir vendu pour près de 121 millions de livres de terrains appartenant à l'Institut de recherche en industrie laitière. Au total, la dette de l'université s'élèverait à près de 300 millions de livres,.

## Campus
L'université possède plus d'1,6 km2 de terrains répartis entre quatre campus distincts :

### Campus Whiteknights

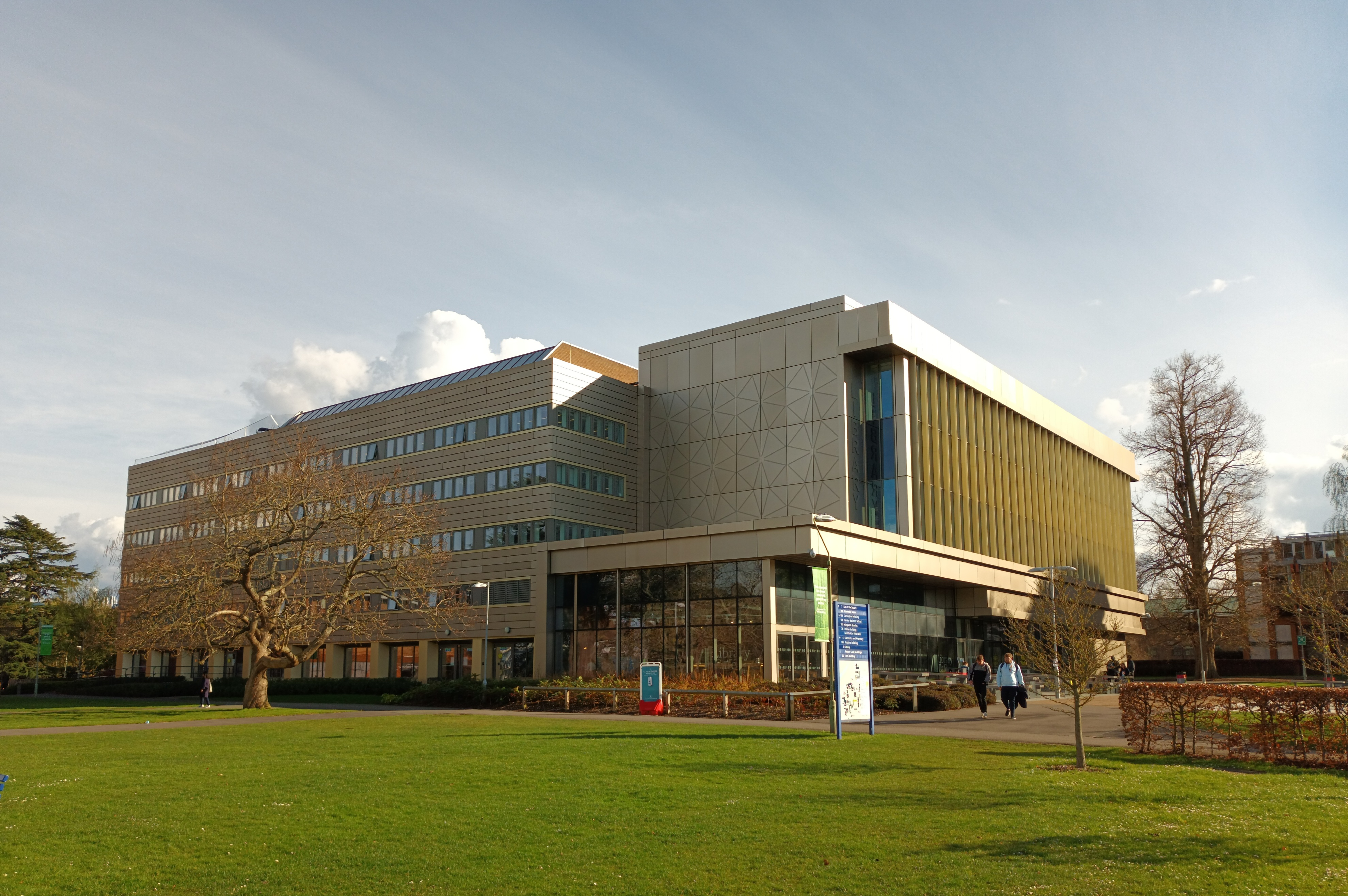
La bibliothèque universitaire.

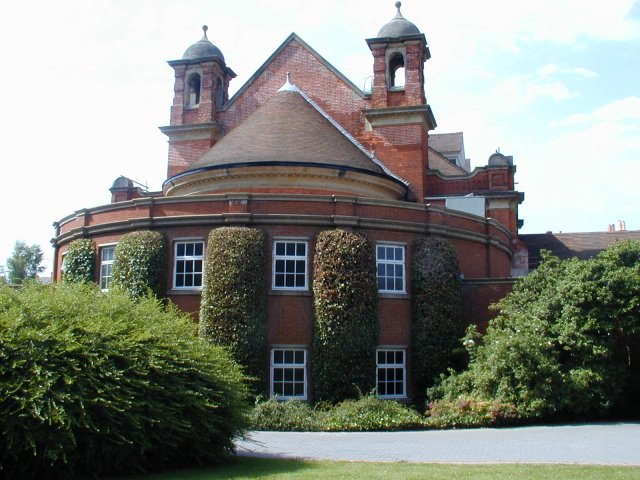
Le Great Hall.

Le campus Whiteknights est le plus grand des quatre, avec une superficie d'1,3 km2. Il comprend le Whiteknights Lake, des prairies protégées et des forêts ainsi que la plupart des départements de l'université. Bien que faisant partie de l'aire urbaine de Reading, la grande partie du campus fait en réalité partie du district de Wokingham (paroisse d'Earley). Le campus tire son nom du surnom d'un chevalier du XIIIe siècle, John De Erleigh IV dit « White Knight » (en français : Chevalier Blanc), et initialement aménagé au XVIIIe siècle par John Churchill, premier duc de Marlborough. La principale bibliothèque universitaire, située au milieu du campus, contient près d'un million de livres et est abonnée à près de 4 000 périodiques. Le bâtiment de l'URS, dessiné par Howell, Killick, Partridge & Amis dans un style brutaliste dans les années 1970 est un monument classé de grade II. Le campus Whiteknights a été élu meilleur espace vert du Royaume-Uni pour la septième année consécutive en 2017 lors des Green Flag Awards.

### Campus de London Road
Le campus de London Road est l'endroit où a été construite l'université en 1892. Elle est en conséquence bien plus proche du centre-ville de Reading, et à proximité immédiate du Royal Berkshire Hospital. Sur ce campus se trouve l'Institut d'éducation – l'un des établissements qui forme le plus d'enseignants du pays. Le campus de London Road accueille également les cérémonies de remise des diplômes de l'université dans le Great Hall.

### Campus de Greenlands

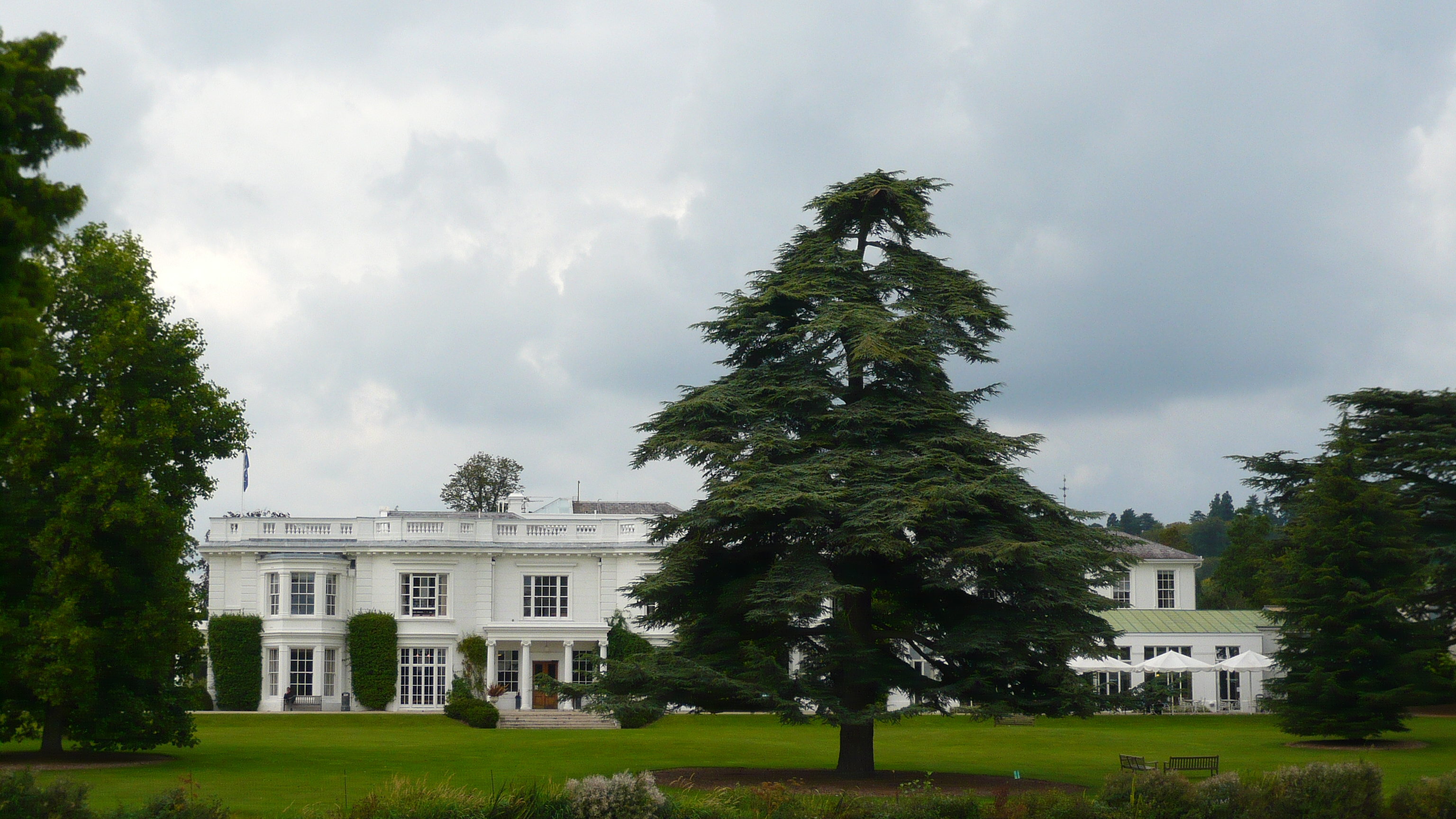
Le campus de Greenlands.

Le campus de Greenlands est situé sur les rives de la Tamise, dans le Buckinghamshire. Ce campus fait partie de l'université depuis le 1er août 2008. Il accueille aujourd'hui la Henley Business School.

### Malaisie
Le campus asiatique de l'université est situé à Iskandar, en Malaisie. Il ouvre ses portes en février 2016. Il propose une large offre de formations universitaires, dont certaines sont fournies par la Henley Business School. Initialement annoncé en octobre 2012, il s'agit du premier campus non-britannique de l'université.

### Autres sites
L'ancien campus de Bulmershe Court à Woodley accueillait le Bulmershe Teaching College, qui a fusionné avec l'université de Reading en 1989. Ce campus est vendu en janvier 2014 afin de permettre à l'université de se concentrer sur les trois autres campus. Les enseignants et chercheurs ont été transférés vers les campus de Whiteknights ou de London Road.
L'université possède également 8,5 km2 de terres agricoles dans les villages voisins d'Arborfield, Sonning et Shinfield. Sur ces terres sont élevées des vaches laitières, des brebis et des bovins qui sont étudiés par le Centre de recherche laitière.
Dans le cadre du programme de développement du campus Whiteknights d'automne 2007, l'université a proposé de dépenser jusqu'à 250 millions de livres pour l'amélioration de ses campus sur les trente prochaines années, principalement pour le développement des activités proposées sur le campus Whiteknights. L'université a également annoncé sa volonté de développer davantage le campus de London Road, et proposé un retrait total de Bulmershe Court d'ici 2012, ce qui a été fait.

### Musées, bibliothèques et jardins botaniques

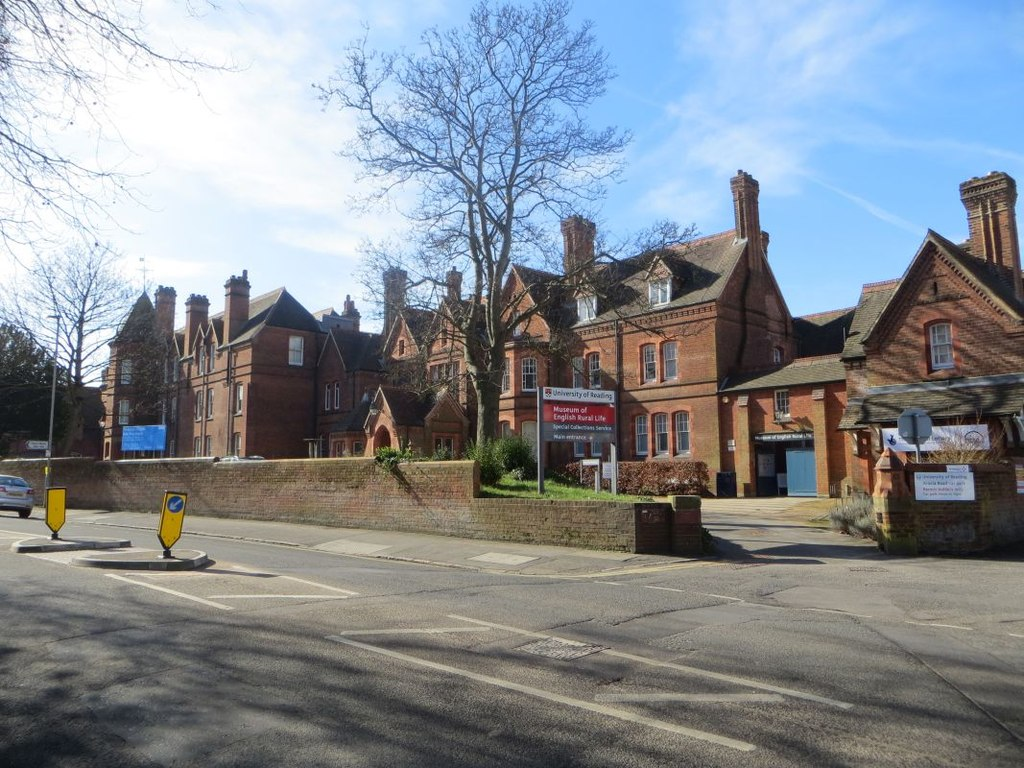
Le musée de la vie rurale anglaise.

L'université de Reading dispose de quatre musées, d'une bibliothèque universitaire principale, d'un ensemble de bibliothèques interdépartementales et d'un jardin botanique. Le plus grand et plus connu des quatre musées est le musée de la vie rurale anglaise, qui a été déplacé du campus Whiteknights à celui de London Road. Le musée Ure d'archéologie grecque, le musée Cole de zoologie, l'herbier de l'université de Reading et les jardins Harris sont tous situés sur le campus Whiteknights. Le département de typographie et de communication graphique possède une importante collection de caractères, d'impressions et de dessins graphiques, dont celles d'Isotype, Ephemera, des presses d'imprimerie, des affiches du vingtième siècle, des polices de caractère non-latines et les archives de son partenaire Banks and Miles.
La grande bibliothèque universitaire du campus Whiteknights donne accès à plus d'un million de documents physiques, ainsi qu'à un ensemble de ressources en ligne, répartis sur 14 000 m2 et sept étages. Le département de météorologie de l'université dispose également d'une bibliothèque dédiée.
La bibliothèque universitaire est rénovée pour un montant total de 40 millions de livres entre 2016 et la fin des travaux à l'automne 2019. Cette rénovation a également permis d'améliorer l'efficacité énergétique du bâtiment grâce au remplacement des fenêtres, de l'isolation et du toit. De nouveaux ascenseurs, une amélioration de la capacité d'accueil, un café littéraire plus grand avec une terrasse extérieure, davantage de toilettes et un renforcement des mesures de sécurité pour y accéder ont été mises en place.

## Organisation
Faculté des Arts, des Lettres et des Sciences Sociales
- École des Arts et de la Communication
  - Département des Arts
  - Département du Cinéma, du Théâtre et de la Télévision
  - Département de la Topographie et de la Communication Graphique
- Institut de l'Éducation
- École des Lettres
  - Département Classique
  - Département d'Histoire
- École de Droit
- École de la Littérature et des Langues
  - Département d'Anglais et de Linguistique Appliquée
  - Département de Littérature Anglaise
  - Département des Langues et des Cultures
- École de Philosophie, de Politique et d'Économie
  - Département d'Économie
  - Département de Philosophie
  - Département de Politique et de Relations Internationales
- Institut international d'études et de langues

Faculté des Sciences de la Vie
- École de Politique et de Développement Agricoles
- École des Sciences Biologiques
- École de Chimie, d'Alimentation et de Pharmacie
  - Département de Chimie
  - Sciences de l'Alimentation et de la Nutrition
  - Reading School de Pharmacie
- École de Psychologie et des Sciences du Langage Clinique
  - Département des Sciences du Langage Clinique
  - Département de Psychologie

Faculté des Sciences
- École de Gestion et d'Ingénierie de la Construction
- École d'Archéologie, de Géographie et de Science de l'Environnement
  - Département d'Archéologie
  - Département de Géographie et de Science de l'Environnement
- École des Sciences Mathématiques, Physiques et Informatiques
  - Département des Mathématiques et des Statistiques
  - Département de Météorologie
  - Département d'Informatique

### Henley Business School
La Henley Business School est une école de commerce très sélective faisant partie des meilleures du monde. Elle fait partie des 58 institutions au monde à disposer de la triple accréditation des trois plus grandes et plus influentes associations d'accréditation d'écoles de commerce, à savoir l'EQUIS, l'AMBA et l'AACSB. Elle propose des masters en finance, immobilier, gestion des investissements, marketing international, commerce international, gestion des ressources humaines, aménagement du territoire, entrepreneuriat et innovation ou encore en gestion des risques financiers.

## Direction
L'université de Reading dispose de trois principaux corps de direction : le Conseil, le Sénat et le Conseil exécutif.
Le Conseil dirige l'université. Il se réunit quatre fois par an au minimum et définit son orientation stratégique, contrôle le respect des consignes par les départements et approuve les changements du règlement intérieur. Il gère également les bâtiments de tous les campus, les finances ainsi que le personnel de l'université.
Le Sénat est l'organe administratif de l'université. Il donne décide de l'admission des étudiants, de leur évaluation et des distinctions à accorder. Il compte près de 100 membres, dont tous les doyens, directeurs et représentants des écoles et départements, ainsi que le personnel éducatif et les représentants des étudiants.
Le Conseil exécutif de l'université se compose du vice-chancelier, du vice-chancelier délégué, des vice-chanceliers adjoints, des deux chefs de service, du responsable financier et du secrétaire de l'université. Il se réunit habituellement tous les quinze jours et discute de tous les aspects de la gestion de l'établissement. Il conseille le Sénat et le Conseil sur les stratégies à adopter.

## Profil académique

### Admissions
|                      | 2023   | 2022   | 2021   | 2020   | 2019   |
| -------------------- | ------ | ------ | ------ | ------ | ------ |
| Candidatures         | 24 785 | 21 865 | 20 920 | 20 320 | 18 095 |
| Dont acceptées       | 4 970  | 4 415  | 4 185  | 4 035  | 3 840  |
| Taux d'admission (%) | 5,0    | 5,0    | 5,0    | 5,0    | 4,7    |

### Réputation et classements
| Classement national britannique | Classement national britannique |
| ------------------------------- | ------------------------------- |
| Complete (2025)                 | 35                              |
| The Guardian (2025)             | 35                              |
| Times / Sunday Times (2025)     | 24=                             |
| Classement international        |                                 |
| ARWU (2024)                     | 401–500                         |
| QS (2025)                       | 172                             |
| THE (2025)                      | 201–250                         |

Les départements de l'université ont reçu à cinq reprises le Prix biannuel de l'Anniversaire de la Reine pour l'Éducation supérieure : en 1998, les départements de Lettres, de Sciences Sociales et de Droit pour leur travail sur l'œuvre de Shakespeare ; en 2005, le département de l'Environnement ; en 2008, les départements de Lettres, de Sciences Sociales et de Droit ; en 2011, le département de Typographie et de Communication Graphique pour  « l'apprentissage et l'application des connaissances typographiques à travers l'impression et les nouvelles technologies » ; et en 2021, le département de l'Environnement et de la Conservation pour « avoir réuni des communautés autour du changement climatique » grâce à « un nouveau travail de modélisation sur l'interaction entre le climat terrestre et les systèmes météorologiques locaux, le développement de la reconnaissance des risques, la sensibilisation des communautés et l'action contre le changement climatique ».

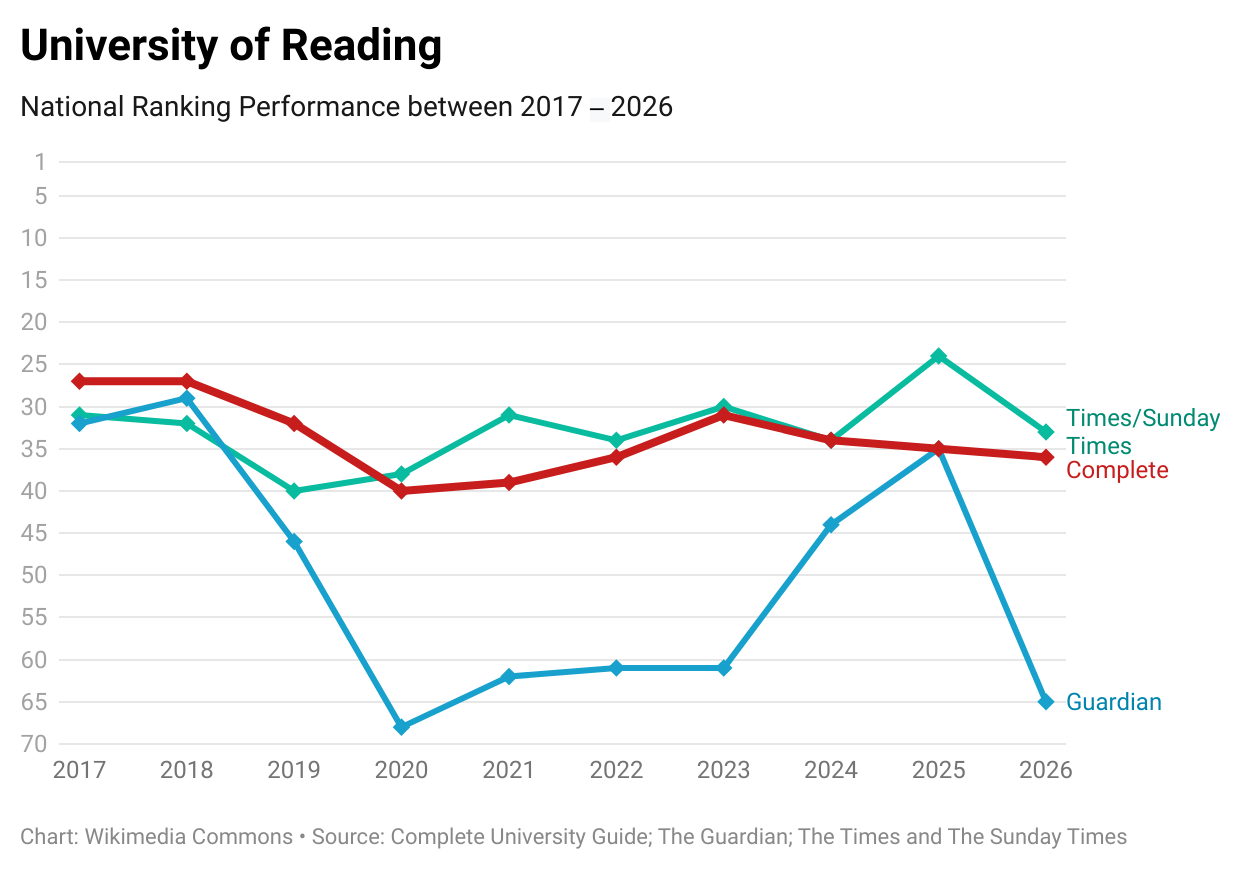
L'évolution du classement de l'université selon les différents classements.

En 2014, l'université de Reading est classée à la 35e place du classement britannique pour la qualité de ses recherches et 28e pour l'impact de ses travaux. Au total, 98 % des études réalisées par l'université sont considérées comme « reconnues internationalement », 78 % comme « internationalement excellent » et 27 % comme « l'avant-garde mondiale ».
Son École de Politique et de Développement Agricoles est considérée comme la meilleure du pays et la 11e meilleure du monde dans cette catégorie.
L'université de Reading est également bien classée pour ses départements de météorologie et de sciences de l'atmosphère. Dans le classement Global Ranking of Academic Subjects de 2023, elle est classée 5e mondiale en sciences de l'atmosphère. Elle est classée 15e mondiale en météorologie et en sciences de l'atmosphère par l'U.S. News & World Report en 2024 et 13e mondiale par SCImago Institutions Rankings la même année. Elle avait même atteint la 2e place mondiale en 2017 dans le classement de Center for World University.

### Institutions affiliées
Le Gyosei International College in the U.K. s'installe sur un terrain acheté à l'université en 1989. Le collège, plus tard renommé Witan International College, est racheté par l'université en 2004. Il ferme en mai 2008.
En 2009, l'université lance un partenariat avec le département des Sciences de l'Information et des Technologies de l'université de Nankin afin de dispenser des cours de physique aux élèves chinois. En 2015, la collaboration est étendue pour former la NUIST Reading Academy, qui propose actuellement six cursus à 400 élèves chaque année,.

## Vie étudiante

### Organisation étudiante
L'Union des étudiants de l'université de Reading (Reading University Students' Union, RUSU) est l'organisation étudiante qui représente les intérêts des élèves de l'université. L'université dispose également de plusieurs salles dédiées à la vie étudiante et partiellement gérées par l'organisation. L'Union des étudiants a servi de tremplin à plusieurs célébrités, dont Penny Mordaunt (ancienne membre du Parlement élue à Portsmouth North) qui a été la présidente de l'organisation de 1994 à 1995.
L'Union des étudiants gère entièrement la station de radio étudiante. Elle diffuse depuis le campus de Whiteknights et sur internet à plein temps. Cette station est fondée en 1997 et diffusait depuis 2001 sur 128.7 AM avant de se numériser intégralement en 2007. L'organisation publie également Spark, un journal à destination des étudiants de l'université, ainsi que la chaîne de télévision étudiante RU:ON.
L'organisation dispense également des conseils gratuits aux étudiants et organise plus de 160 activités différentes afin de participer à la vie de l'université. Le bâtiment de l'Union des étudiants sur le campus Whiteknights comporte une salle de 2 500 place assises intégralement rénovée en 2018, sept bars et plusieurs petits commerces dont un supermarché asiatique, un Starbucks et un coiffeur.

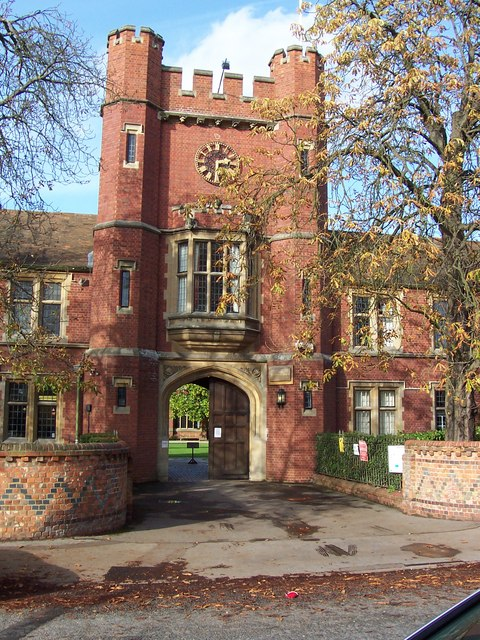
Le Wantage Hall en 2010.

### Résidences étudiantes
Les logements étudiants sont répartis entre plusieurs bâtiments avec (jusqu'à 19 repas par semaine) ou sans cantine, et avec ou sans espace commun. La plupart des résidences étudiantes se trouvent près du campus nord de l'université, souvent dans les quartiers résidentiels adjacents. Le Wantage Hall est le plus vieux bâtiment de l'université, ouvert en 1908.
Le St. Andrews Hall ferme aux étudiants en 2001 et accueille désormais le Musée de la vie rurale anglaise.

## Réseau d'entreprises
L'université de Reading accueille plusieurs entreprises privées sur ses campus, occupant soit des bâtiments dédiés soit des locaux attribués dans le Science & Technology Centre ou l'Enterprise Hub.
Le Science & Technology Centre de l'université est situé à l'est du campus Whiteknights. Parmi les entreprises qui l'occupent se trouvent des start-up et des PME,.
L'Enterprise Hub est un incubateur d'entreprises ouvert en 2003. Il est sponsorisé par l'université et la SEEDA (South East England Development Agency) et attire des start-up spécialisées dans les nouvelles technologies, surtout celles qui portent un intérêt à la question des technologies environnementales, de la technologie de l'information, des sciences de la vie et des matériaux.
L'organisme était initialement situé dans un bâtiment temporaire construit à la fin de la Seconde Guerre mondiale sur le campus Whiteknights. À l'été 2008, il est démoli et ses occupants déplacés sur le campus de London Road. En avril 2010, un nouveau bâtiment pour l'Enterprise Centre est construit sur le site originel.

## Personnalités liées à l'université

### Chanceliers
- Austen Chamberlain (1935-1937)
- Samuel Hoare (1937-1959)
- Lord Bridges (1959-1969)
- Lord Carrington (1992-2007)
- William Arthur Waldegrave (2016-2022)

### Professeurs
- Stanislav Andreski, professeur de sociologie
- Malcolm Barber, professeur émérite d'histoire
- John Cottingham, professeur émérite de philosophie
- Jonathan Dancy, professeur de philosophie
- Christopher Duggan, professeur d'histoire italienne moderne
- Antony Flew, professeur émérite de philosophie
- Terry Frost, professeur de beaux-arts
- Edward A. Guggenheim, professeur de chimie et de thermodynamique
- Béatrice Heuser, professeure de relations internationales
- Gustav Holst, professeur de musique
- Harold Hopkins, professeur d'optique physique appliquée
- Crispin Nash-Williams, professeur de mathématiques
- Richard Rado, professeur de mathématiques
- Peter Robinson, professeur de littérature anglaise et américaine
- Frank Stenton, professeur d'histoire
- Galen Strawson, professeur de philosophie
- Kevin Warwick, professeur de cybernétique

### Étudiants
- Lorna Arnold, historienne
- Eve Balfour, agronome, agricultrice et autrice
- Julian Barratt, comédien
- David Bedford, athlète
- Catherine Bishop, rameuse et médaillée d'argent aux Jeux olympiques de 2004
- Sharon Bowles, députée européenne
- Arthur Brown, chanteur de rock
- David Carpanini, professeur émérite d'art à l'université de Wolverhampton
- James Cracknell, rameur et médaillé d'or aux Jeux olympiques de 2000 et 2004
- Vincent Connare, créateur de la police Comic Sans
- Harriet Cross, membre du Parlement et du Parti conservateur
- Jamie Cullum, chanteur et pianiste de jazz
- Adrian Ellison, rameur et médaillé d'or aux Jeux olympiques de 1984
- Daniel Feetham, politicien gibraltarien
- Debbie Flood, rameuse et médaillée d'argent aux Jeux olympiques de 2004
- Robert Gillmor, ornithologue, artiste, illustrateur, auteur et éditeur
- Elizabeth Goudge, autrice, médaille Carnegie 1984
- Alex Gregory, rameur et médaillé d'or aux Jeux olympiques de 2012
- Garry Herbert, rameur et médaillé d'or aux Jeux olympiques de 1992
- Beate Hermelin, psychologue
- Richard Holmes, historien militaire et présentateur d'émissions télévisées
- Will Hoy, pilote automobile et vainqueur du Championnat britannique des voitures de tourisme en 1991
- Azahari Husin, ingénieur malaisien considéré comme le leader des Jemaah Islamiyah, un groupe terroriste responsable des attentats de Bali en 2005
- Edison James, Premier ministre dominicain de 1995 à 2000
- Jan Kavan, diplomate et politicien tchèque
- Shukuru Kawambwa, ministre tanzanien
- Robin Kinross, auteur
- Rupert Lowe, politicien
- Andy Mackay, membre du groupe Roxy Music
- Penny Mordaunt, membre du Parti conservateur
- Mike Nelson, artiste d'installations
- Yvonne Adhiambo Owuor, écrivaine kenyane
- Mike Penning, membre du Parti conservateur
- Frauke Petry, politicienne et chimiste allemande
- Mervyn Pike, femme politique britannique.
- Mark Prisk, membre du Parti conservateur
- Hugh Robertson, membre du Parti conservateur
- Edmund Rubbra, compositeur
- Avi Shlaim, professeur de relations internationales à l'université d'Oxford
- Hilary Summers, chanteur gallois
- Ethelwynn Trewavas, ichtyologiste et taxonomiste
- Rachel Treweek, évêque de Gloucester, première femme évêque d'un diocèse de l'Église d'Angleterre
- Julian Wagstaff, compositeur
- Anna Watkins, rameuse et médaillée d'or aux Jeux olympiques de 2012
- David Watkins, designer des médailles olympiques de Londres 2012
- Janet Watson, géologue
- Rob Wilson, membre du Parti conservateur